# Saosjornoje (Kaliningrad, Osjorsk)
Saosjornoje (russisch Заозёрное, deutsch Kowarren, 1938–1945 Kleinfriedeck) ist ein kleiner Ort in der russischen Oblast Kaliningrad. Er gehört zur kommunalen Selbstverwaltungseinheit Munizipalkreis Osjorsk im Rajon Osjorsk.

## Geographische Lage
Saosjornoje liegt 14 Kilometer südwestlich der Rajonstadt Osjorsk (Darkehmen/Angerapp) an der Regionalstraße 27A-025 (ex R508). Diese wird innerorts gekreuzt von der Kommunalstraße 27K-162 von Nowostrojewo (Trempen), die über die nicht mehr existierenden Orte Juschnoje (Jautecken/Friedeck) und Fukino (Neu Eszergallen/Wehrwalde) ins russisch-polnische Grenzgebiet führt. Eine Bahnanbindung besteht nicht.

## Geschichte
Kowarren war ein Gutsdorf, das im Jahre 1818 127 Einwohner zählte. Im Jahr 1874 wurde der Gutsbezirk Kowarren dem neu gebildeten Amtsbezirk Carpowen (später Karpowen, heute russisch: Nekrassowo) im Kreis Darkehmen zugeordnet. Vor 1900 wurde der Gutsbezirk in eine Landgemeinde umgewandelt. Im Jahr 1910 lebten dort 86 Menschen. Am 30. September 1928 wurde die Landgemeinde Kowarren mit dem Gutsbezirk Jautecken (russisch nach 1945: Juschnoje, nicht mehr existent) zur neuen Landgemeinde Jautecken zusammengeschlossen. Nach deren Umbenennung in Friedeck im Jahr 1938 wurde das ehemalige Kowarren mit Kleinfriedeck bezeichnet.
Im Jahr 1945 kam der Ort in Folge des Zweiten Weltkriegs mit dem gesamten nördlichen Ostpreußen zur Sowjetunion. Im Jahr 1947 erhielt er die russische Bezeichnung Saosjornoje (deutsch etwa „Ort am See“) und wurde gleichzeitig dem Dorfsowjet Oljochowski selski Sowet im Rajon Osjorsk zugeordnet. 1954 gelangte der Ort in den Nowostrojewski selski Sowet. Von 2008 bis 2014 gehörte Saosjornoje zur Landgemeinde Nowostrojewskoje selskoje posselenije, von 2015 bis 2020 zum Stadtkreis Osjorsk und seither zum Munizipalkreis Osjorsk.

## Kirche
Die mehrheitlich evangelische Einwohnerschaft von Kowarren bzw. Kleinfriedeck war vor 1945 in das Kirchspiel Dombrowken (1938–1945 Eibenburg, seit 1945: Dąbrówka) eingegliedert, dessen Pfarrort heute auf polnischem Staatsgebiet liegt. Das Kirchspiel gehörte zum Kirchenkreis Darkehmen (1938–1946 Angerapp, seit 1946: Osjorsk) in der Kirchenprovinz Ostpreußen der Kirche der Altpreußischen Union.
Heute liegt Saosjornoje im Einzugsgebiet der neu gebildeten evangelischen Gemeinde der Salzburger Kirche in Gussew (Gumbinnen), die in die ebenfalls neu gegründete Propstei Kaliningrad der Evangelisch-Lutherischen Kirche Europäisches Russland eingegliedert ist.

## Persönlichkeiten des Ortes
- Friedrich Bagdons (* 7. August 1878 in Kowarren; † 1937), deutscher Bildhauer